# Beňov
Beňov (en allemand : Beniow) est une commune du district de Přerov, dans la région d'Olomouc, en République tchèque. Sa population s'élevait à 677 habitants en 2020.

## Géographie
Beňov se trouve à 6 km au sud-est du centre de Přerov, à 27 km au sud-est d'Olomouc, à 71 km au sud-ouest d'Ostrava et à 233 km à l'est-sud-est de Prague.
La commune est limitée par Želatovice au nord, par Čechy et Líšná à l'est, par Kostelec u Holešova et Dobrčice au sud, et par Horní Moštěnice et Přerov à l'ouest.

## Histoire
La première mention écrite du village date de 1365.

## Administration
La commune se compose de deux quartiers :
- Beňov
- Prusy